# La Revista Española
La Revista Española fue un periódico publicado en Madrid entre 1832 y 1836.

## Historia
Editado en Madrid, fue impreso primeramente en la imprenta de J. Sancha, para después hacerlo en otras; terminaría en la de E. Fernández Angulo.
Su primer número apareció el 7 de noviembre de 1832, como continuación de las Cartas Españolas. Salía dos veces a la semana con ocho páginas de 0,284 x 0,218 m. A partir del 21 de junio de 1833 lo haría con cuatro páginas de 0,315 x 0,212 m, a partir del 2 de julio de 1833 de nuevo con ocho página, a partir del 27 de septiembre empezó a publicarse tres veces a la semana y con dos páginas de 0,374 x 0,276 m. El 1 de abril de 1834 se hizo diario. Cesaría el 26 de agosto de 1836, llegando a tener un tamaño de 0,435 x 0,299 m.
Fue fundado por José María Carnerero y entre sus redactores se contaron nombres como los de Mariano José de Larra (con el pseudónimo "Fígaro", desde el 15 de febrero de 1833), Antonio Alcalá Galiano, que la dirigió desde el uno de marzo de 1835; N. Campuzano, y N. Rodrigo. Bajo el seudónimo "El curioso parlante" también colabora Ramón de Mesonero Romanos, y con el de "El Solitario" Serafín Estébanez Calderón. Colaboraron en verso el dramaturgo Manuel Bretón de los Herreros (1796-1873), José de Espronceda (1810-1842) o Adolfo Ribelles, el economista Manuel María Gutiérrez, el militar Evaristo San Miguel (1785-1862), el dramaturgo Juan de Grimaldi (-1872), Jesús María López, Ramón González Elipe, Ramón Calvet, Aniceto de Álvaro; el hermano del fundador, Mariano Carnerero (1787-1843), y Dionisio Alcalá Galiano, hijo de Antonio.